# Брусилов (Житомирская область)
Бруси́лов (укр. Брусилів) — город в Житомирском районе Житомирской области Украины, центр Брусиловской поселковой общины.

## Географическое положение
Расположен на реке Здвиж (приток Тетерева) в 29 км от железнодорожной станции Скочище.

## История
Археологические исследования, проводившиеся на берегу реки Здвиж, вблизи Брусилова, свидетельствуют о том, что здесь, селились люди ещё в эпоху бронзы. Найдены также поселения раннеславянских времён (II—VI и VII—VIII века) и остатки древнерусского городища.
Первое летописное упоминание о реке Здвиж, городе Вздвижень (Здвижень-город, Здвиженск) встречаются в «Летописи русской» под 1097 годом: через этот город везли из Белгорода во Владимир-Волынский ослеплённого Василька Теребовльского.
Местечко упоминается также в 1151 году в описании военных действий Изяслава Мстиславича и венгерского короля Гезы II против Владимира Галицкого. От реки Тетерев к Вздвижню Изяслав пришел в один день. («Полн. Собр. Росс. Лет …» (I, 111; II, 55)).
В 1241 году Здвижень, как и большинство южных городов Киевской Руси, был дотла разрушен монголо-татарами. До наших дней сохранились своеобразные памятники тех давних времен — многочисленные курганы, оборонительные сооружения.
В период Киевской Руси Брусилов был «градом с укреплённым детинцем», а во времена феодализма это был значительный в то время город с развитым ремеслом и торговлей.
В XIV веке после битвы при Синих Водах Здвижень вошел в состав Великого княжества Литовского. Во времена ВКЛ населенный пункт входил в Киевское воеводство. После Люблинской унии он был передан из состава ВКЛ в состав Польского Королевства, образовывавших Речь Посполитую. В результате усилилась колонизация со стороны поляков и влияние католической церкви. Для защиты от нападений крымских татар в 1570-х годах XVI веке здесь построен замок, который вскоре они разрушили.
Впервые название Брусилов датируется 1543 годом. В 1585 году Брусилову предоставлено магдебургское право. Разрешалось устраивать четыре ярмарки в год и еженедельно торги. Это способствовало развитию ремёсел, торговли и т. д.
Протестом против социально-экономического гнёта польской шляхты было участие населения в восстаниях К. А. Косинского и С. Наливайка. Во время освободительной войны 1648—1654 годов Брусилов был сотенным городом Паволоцкого полка. Согласно Андрусовскому перемирию 1667 года, Брусилов остался под властью Польши, жители во времена Колиивщины вступали в отряды И. Бондаренко. Во времена владения Брусилова Чацким был построен каменный замок, в 1787 году — костёл, при котором существовала школа, а позже основан монастырь Ордена капуцинов.
После второго раздела Польши Брусилов был присоединён к Российской империи, и в 1797 году он стал центром Брусиловской волости Радомысльского уезда Киевской губернии.
В начале XX века в Брусилове насчитывалось около 14 тыс. жителей.
С 7 марта 1923 года до 30 декабря 1962 года и с 4 мая 1990 года до 19 июля 2020 года Брусилов был центром Брусиловского района.
Большой материальный ущерб и человеческие жертвы Брусилов понёс во время Великой Отечественной войны.
11 ноября 1943 года войска 38-й армии освободили райцентр.
Со временем Брусилов начал приходить в упадок и после войны из городка превратился в село. Но 30 октября 1979 года получил статус посёлка городского типа.
В январе 1989 года численность населения составляла 3257 человек.
На 1 января 2013 года численность населения составляла 4958 человек.

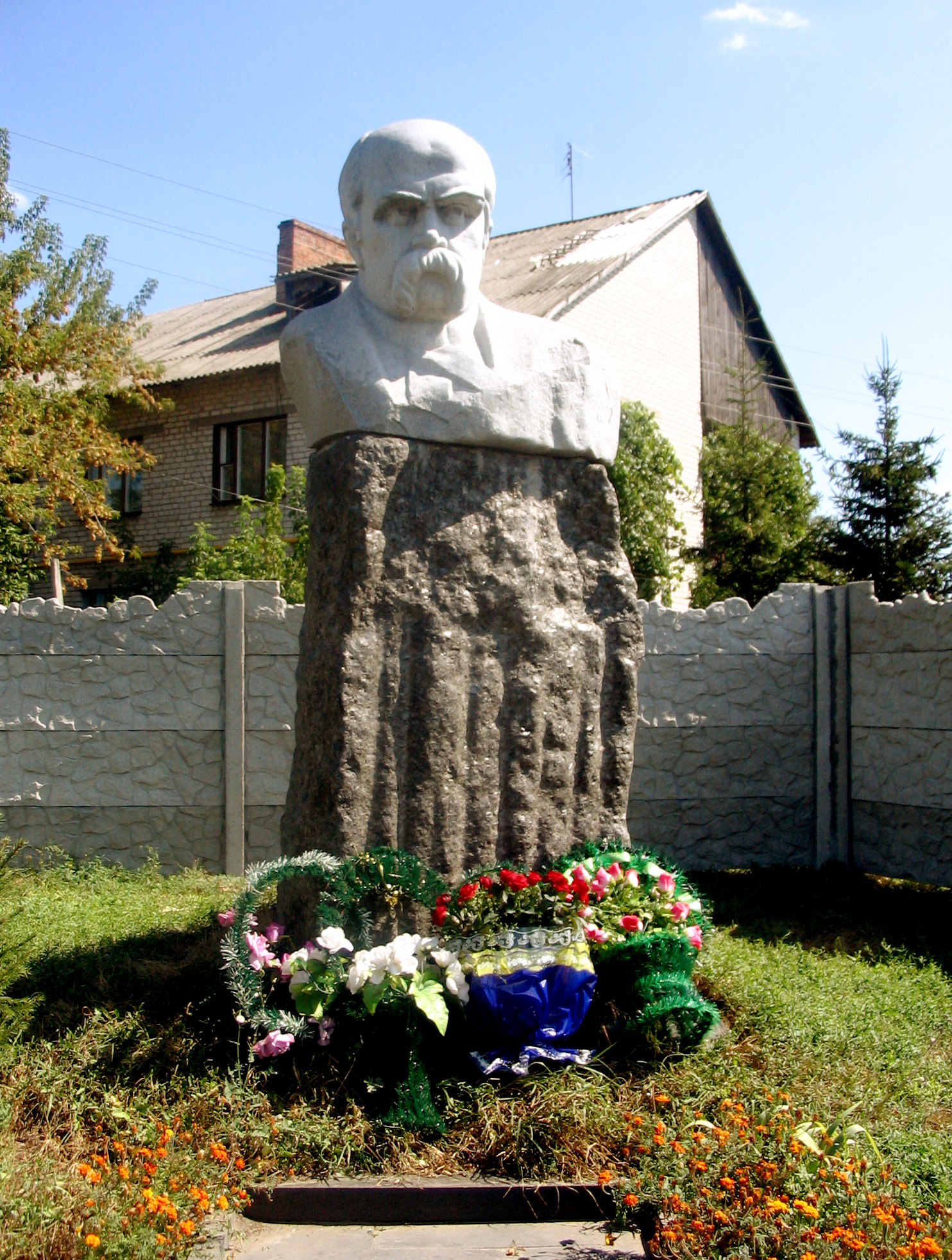
Памятник Шевченко

## Известные люди
- Болотин, Григорий Самойлович (1896—1990) — советский контрразведчик, генерал-майор.
- Игнатов, Давид (1885—1954) — американский прозаик и драматург.
- Иларион (Огиенко) (1882—1972) — епископ Польской Православной Церкви, впоследствии предстоятель неканонической Украинской Греко-Православной Церкви в Канаде.
- Феодосий (Погорский) (1909—1975)
- Червонюк, Евгений Иванович (1924—1982) — оперный певец, народный артист СССР (1967).
- Боклан, Станислав Владимирович — украинский актёр театра и кино. Народный артист Украины (2016).
- Омельченко, Александр Александрович — Президент Ассоциации городов Украины, председатель Украинской партии «Единство». Украинский футбольный и хоккейный функционер. Кандидат технических наук. С 8 августа 1996 года — глава Киевской городской государственной администрации. С мая 1999 года по апрель 2006 года — Киевский городской голова.

## Религия
Действуют религиозные общины Украинской православной церкви, Римско-Католической церкви, Церкви христиан веры евангельской, Церкви независимых христиан веры Евангельской «Благая весть». В посёлке есть памятники архитектуры — остатки костёла и монастыря Ордена капуцинов (1787 г.), городище в центре Брусилова (XI—XII вв.), Замчище (XIV в.), 2 могилы на северо-востоке окрестности (XII—XIII вв .).